# Suicide (album de 1977)
Pour les articles homonymes, voir suicide (homonymie).
Albums de Suicide
Suicide: Alan Vega and Martin Rev
(1980)
Suicide est le premier album de Suicide, sorti en 1977.

## L'album
Il est classé à la 441e place des 500 plus grands albums de tous les temps selon Rolling Stone, à la 39e des Meilleurs albums des années 1970 selon Pitchfork et fait partie des 1001 albums qu'il faut avoir écoutés dans sa vie.

### Titres
Tous les titres sont de Alan Vega et Martin Rev.

#### Face A
1. Ghost Rider (2:34)
2. Rocket U.S.A. (4:16)
3. Cheree (3:42)
4. Johnny (2:11)
5. Girl (4:05)

#### Face B
1. Frankie Teardrop (10:26)
2. Che (4:53)

### Musiciens
- Martin Rev : claviers
- Alan Vega : voix